# Kuře moambe

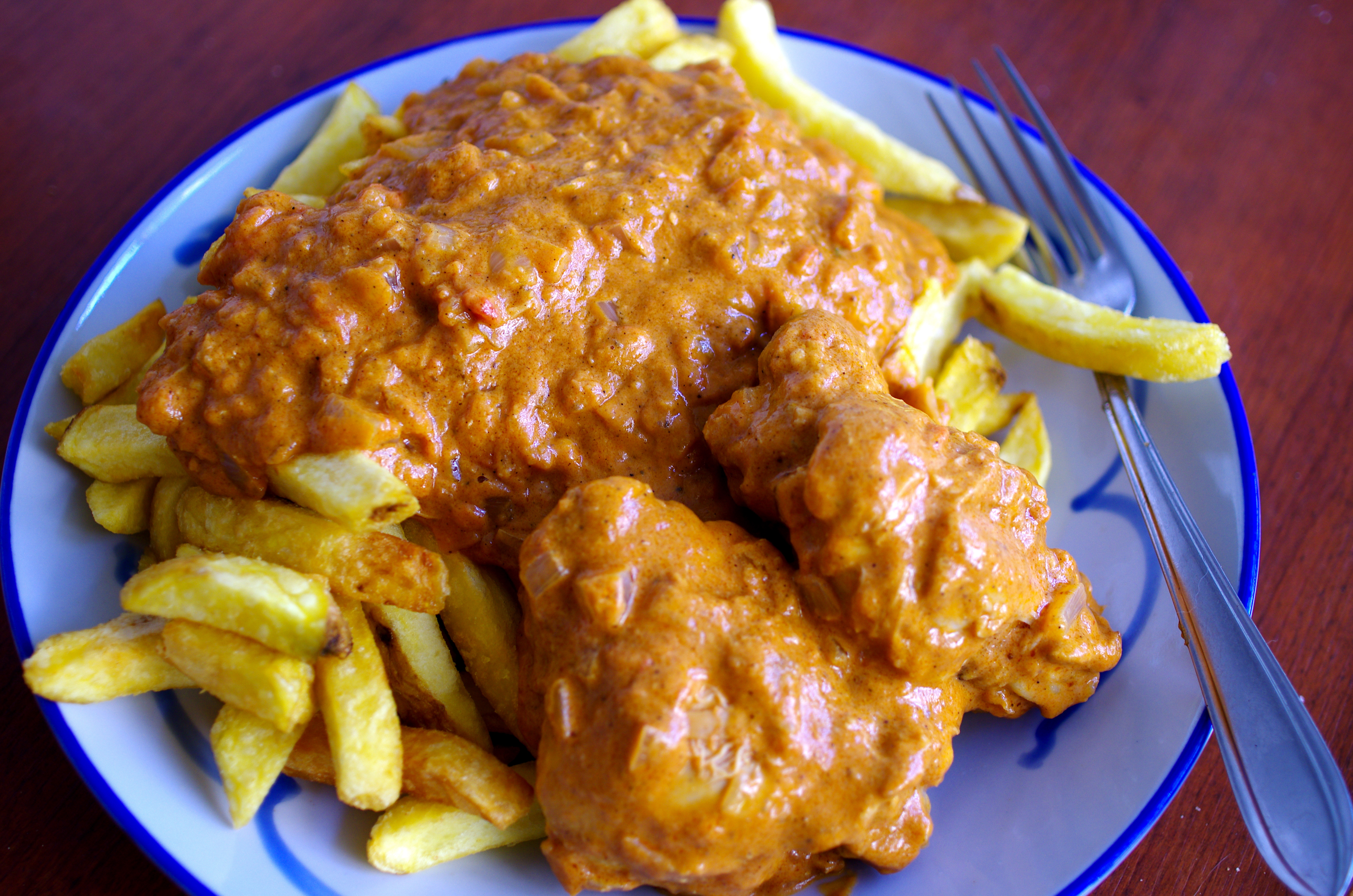
Kuře moambe s hranolky

Kuře moambe je středoafrický pokrm z konžské, gabonské a angolské kuchyně. Považuje se za národní jídlo Konžské republiky, Demokratické republiky Kongo a Gabonu. Lze se s ním setkat i v restauracích podávajících africkou kuchyni po celém světě. Existuje více variant tohoto pokrmu.

## Ingredience
Pokrm se skládá z dušeného kuřecího masa spolu s palmovým máslem (neboli moambé) a kořením.
Ke kuřeti moambe se mohou podávat různé přílohy, například rýže, saka saka (drcené listy manioku) nebo třeba hranolky.

## Názvy
- Francouzský název zní poulet à la moambé, používá se ale také zkrácená verze poulet moambe nebo poulet moamba.
- V Gabonu je pokrm znám pod jménem poulet nyembwe.
- V Angole se používá portugalský název muamba de galinha.